# Han Changhoon
Han Changhoon (* 1963 in Yŏsu, Chŏllanam-do) ist ein südkoreanischer Schriftsteller.

## Leben
Han Changhoon wurde 1963 in Yŏsu, Provinz Süd-Chŏlla geboren. Er studierte an der Hannam Universität.
1992 debütierte der Autor mit der Erzählung Der Anker (닻), die in der Zeitung Taejŏn Ilbo veröffentlicht wurde.
Motive wie Meer und Insel sind in Han Changhoons Erzählungen sehr bedeutsam und kommen oft in Form von Nostalgie zum Tragen. Der Grund hierfür liegt in seiner Herkunft aus der Hafenstadt Yŏsu. So tragen die Charaktere seiner Werke oft Erinnerungen an die einsame Küstenlandschaft in ihrem Herzen, Motive wie blauschwarze Wellen, trostlose Strände, an denen der Wind weht, oder raue Fischerhände. Ein Bild von Heimat wird im Bezug auf Menschen geschaffen, die mit Sorgen belastet in verarmten Landgegenden oder an Stadträndern leben. Insel, ich lebe am Ende der Welt (섬, 나는 세상의 끝을 산다) besteht aus 12 Erzählungen. Sie handeln unter anderem von einem Mann, der alleine auf einer Insel lebt, einer Frau, die eine Insel in Erinnerung an ihre alte verlorene Liebe besucht, einem alten Mann, der verloren auf dem Meer bis zur Insel Cheju treibt, und einem gewalttätigen Ehemann, der im Mondlich am Strand seine geflohene Frau wiedertrifft. In diesen Geschichten wird das Meer als das Leben dargestellt, das einen Einblick in die Geheimnisse der Existenz gibt.
Obwohl Han Changhoon das Leiden von sozial und wirtschaftlich Benachteiligten thematisiert, führen seine charakteristische Bescheidenheit und Sensibilität dazu, dass er in jeder Situation schöne und psychologische Einzelheiten entdeckt und seinen Figuren Optimismus sowie den Glauben an das Gute im Menschen mitgibt, sodass sie den Schwierigkeiten des Lebens trotzen können.

## Arbeiten

### Koreanisch
- 바다가 아름다운 이유 Der Grund für die Schönheit des Meeres  (1996) ISBN 8981330778
- 홍합  Miesmuscheln (1998) ISBN 8985505904
- 가던 새 본다 Einem fortgeflogenen Vogel nachsehen (1998) ISBN 9788936436506
- 세상의 끝으로 간 사람 Der bis ans Ende der Welt ging (2001) ISBN 9788982813894
- 섬, 나는 세상의 끝을 산다 Insel, ich lebe am Ende der Welt (2003) ISBN 9788936433468
- 열여섯의 섬 Die 16. Insel (2003) ISBN 9788971969823
- 청춘가를 불러요 Ich singe ein Jugendlied (2005) ISBN 8984311480
- 나는 여기가 좋다 Ich mag es hier (2009) ISBN 9788954607612
- 꽃의 나라 Land der Blumen (2011) ISBN 9788954615761
- 그 남자의 연애사 Liebesgeschichten eines Mannes (2013) ISBN 9788954621724

## Auszeichnungen
- 2009 – 제26회 요산문학상 (Yosan Literaturpreis)
- 2009 – 제4회 허균문학작가상 (Hŏ-Kyun-Autorenpreis)
- 2007 – 제3회 제비꽃서민소설상 (Veilchen Romanpreis)
- 1998 – 제3회 한겨레문학상 (Literaturpreis der Zeitung Hankyoreh)